# 산레오

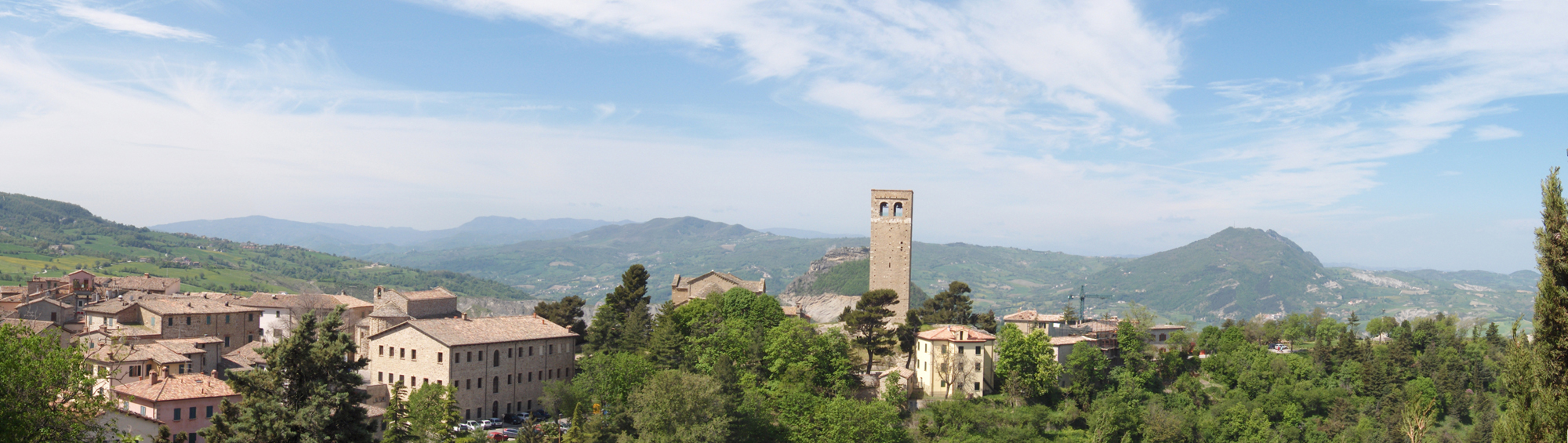
산레오

산레오(이탈리아어: San Leo)는 이탈리아 에밀리아로마냐주 리미니도에 위치한 코무네로 면적은 53.3km2, 높이는 589m, 인구는 2,998명(2007년 5월 기준), 인구 밀도는 56명/km2이다. 볼로냐에서 남동쪽으로 약 135km, 리미니에서 남서쪽으로 약 35km 정도 떨어진 곳에 위치한다.